# Brett P. Smiley
Brett Smiley es un político estadounidense. Es el alcalde actual de Providence, Rhode Island y es miembro del partido demócrata.

## Carrera política
Smiley graduó en la Universidad DePaul antes de mudarse a Rhode Island. En diciembre de 2013, Smiley anunció su candidatura para alcalde de Providence. Sin embargo, en Augusto de 2014 abandonó su campaña y apoyó Jorge Elorza, ganador final de la carrera política de ese año.
En 2022, Jorge Elorza no pudo ser reelegido, porque Providencia hay un límite de mandatos. Smiley ganó la interna partidaria de las demócratas. Sin oposición en el elección, Smiley fue elegido. Su término empezó el 2 de enero de 2023.